# Zhang Liao

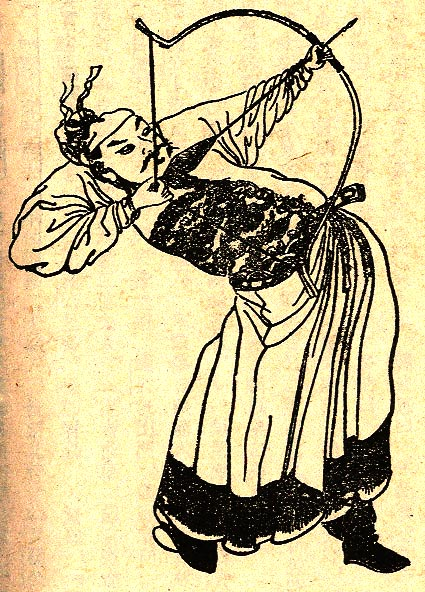
Zhang Liao

Zhang Liao (kinesiska: 張遼), född 169 i Shuozhou, död 222, general som levde under Östra Handynastin och De tre kungadömenas tid.
Zhang liao började som general under Lü Bu men efter ett nederlag vid Xiapi gick han över till Wei, och inledde sin karriär som general under Cao Cao. Under sin tid hos Cao Cao lärde han även känna den mäktiga Guan Yu och grundade en vänskap, som senare fick honom att låta Guan Yu undkomma Xiahou Dun, när Guan var på väg mot Shu Han och sina två svorna bröder Liu Bei och Zhang Fei.
Zhang Liao blev senare tillägnad provinsen Hei Fei, där Wu, ett av de tre kungadömerna( se Wei/Shu ) planerade en attack med över 150 000 man. Med enbart 800 man lyckades Zhang Liao överleva belägringen tills resten av Cao Caos armé dök upp. Han gjorde tillsammans med förstärkningarna slut på 100 000 man och fick armén från Wu slagen på flykten. Efter den upplevelsen blev han med ära uppsatt som ledaren över De fem tigergeneralerna. Han var en mästare med dubbelyxor och spjut.